# Herb Estremadury

Herb Estremadury

Herb regionu autonomicznego Estremadura przedstawia na czteropolowej tarczy w polu pierwszym górnym złotym wspiętego czerwonego lwa.
W polu drugim czerwonym – złotą wieżę. W polu dolnym błękitnym – dwie kolumny połączone srebrną wstęgą z napisem „Plus Ultra” nad srebrnymi falami. Na tarczy sercowej w polu srebrnym drzewo z zieloną koroną. Nad tarczą korona królewska.
Herb przyjęty został w 1985 roku.
Poszczególne godła w herbie pochodzą z herbów miast Badajoz (czerwony lew i kolumna) i Cáceres (zamek). Drzewo to dąb korkowy.
Kolumny (Herkulesa), fale i wstęga nawiązują do hiszpańskich odkrywców i konkwistadorów pochodzących z terenu regionu.